# Eucryphia lucida
Eucryphia lucida là một loài thực vật có hoa trong họ Cunoniaceae. Loài này được (Labill.) Baill. mô tả khoa học đầu tiên năm 1869.